# Список игр Wargaming.net
Список игр, разработанных и изданных компанией Wargaming.net.

## Изданные игры
Это неполный список, поэтому он постоянно пополняется. Вы можете помочь, расширив его, но используя при этом только достоверные источники.
| Название игры                                   | Год выпуска | Платформы      | Примечание |
| ----------------------------------------------- | ----------- | -------------- | --- |
| DBA Online                                      | 2000        | PC             | Первая игра компании. DBA Online — онлайновая пошаговая стратегия, являвшаяся адаптацией настольной системы De Bellis Antiquitatis. Разработка игры началась в 1999 году. Над проектом работало всего шесть человек первоначального штата компании.                                                                                |
| Massive Assault                                 | 2003        | PC             | Пошаговая стратегия. По версии GameRankings.com средний балл, выставленный западными СМИ Massive Assault, превысил 80 %. |
| Massive Assault Network                         | 2004        | PC             | Продолжение игры Massive Assault. Игра была разработана для проведения сетевых сражений через Интернет или в режиме hot seat. |
| Massive Assault: Domination/Phantom Renaissance | 2005        | PC             | Основными отличиями «Massive Assault: Рассвет Лиги» от первой игры серии нужно назвать появление трех уровней сложности, более разнообразные сюжетные миссии, новые уникальные для каждой из сторон юниты. |
| Massive Assault Network 2                       | 2006        | PC             | Критики часто называют данную игру «сплавом» Massive Assault: Рассвет Лиги и Massive Assault Network. Особенностью данной игры серии нужно назвать большое количество карт, улучшенная графика и отсутствие абонентской платы. |
| Galactic Assault: Prisoner of Power             | 2007        | PC             | Пошаговая стратегия. Сюжет игры основывается на романе братьев Стругацких «Обитаемый остров». |
| Операция Багратион                              | 2008        | PC             | Стратегия в реальном времени в сеттинге Второй мировой войны. Сюжет игры посвящён освободительной операции лета 1944 года, в рамках которой происходило освобождение Беларуси от немецких захватчиков. Игра получила приз в номинации «лучшая стратегическая игра» на КРИ-2008.                                                    |
| Order of War                                    | 2009        | PC             | Компьютерная игра в жанре стратегии в реальном времени, разработанная Wargaming.net и выпущенная компанией Square Enix. Релиз игры состоялся осенью 2009 года. Сюжет игры основан на ключевых событиях Второй мировой войны 1944 года.                                                                                             |
| World of Tanks                                  | 2010        | PC             | World of Tanks — онлайн-игра в жанре MMO-action. Как и некоторые другие проекты Wargaming.net игра выдержана в сеттинге Второй мировой войны. Концепция «World of Tanks» базируется на массовых командных танковых сражениях в режиме PvP.                                                                                         |
| World of Warplanes                              | 2013        | PC             | World of Warplanes — компьютерная игра, клиентская массовая многопользовательская онлайн-игра в реальном времени в жанре аркадного авиасимулятора в историческом сеттинге Второй мировой войны, анонсированная белорусской студией Wargaming.net 7 июня 2011 года в городе Лос-Анджелес на выставке Electronic Entertainment Expo. |
| World of Tanks Blitz                            | 2014        | PC iOS Android | World of Tanks Blitz — онлайн-игра в жанре MMO-action. Как и некоторые другие проекты Wargaming.net игра выдержана в сеттинге Второй мировой войны. Концепция «World of Tanks Blitz» базируется на массовых командных танковых сражениях в режиме PvP.                                                                             |
| World of Tanks Generals                         | 2014        | PC iOS Android | World of Tanks Generals — бесплатная карточная онлайн-игра, посвящённая сражениям Второй мировой войны [проект закрыт].. |
| World of Tanks: Xbox 360 Edition                | 2014        | Xbox 360       | World of Tanks: Xbox 360 Edition — онлайн-игра в жанре MMO-action. Основана на компьютерной игре World of Tanks и адаптирована для игровой приставки Xbox 360. |
| World of Warships                               | 2015        | PC             | World of Warships — компьютерная игра, клиентская массовая многопользовательская онлайн-игра в реальном времени в жанре симулятора военных кораблей в историческом сеттинге Второй мировой войны, анонсированная компанией Wargaming.net 16 августа 2011 года.                                                                     |
| Master of Orion (2016)                          | 2016        | PC             | Master of Orion (2016) — компьютерная игра, продолжение серии пошаговых космических 4X стратегий. Анонсирована компанией Wargaming.net 9 июня 2015 года. |
| Hybrid Wars                                     | 2016        | PC             | Hybrid Wars — компьютерная игра в жанре изометрического шутера, анонсированная компанией Wargaming.net 16 августа 2016 года. |
| Калибр                                          | 2017        | PC             | Калибр — компьютерная игра в жанре шутера от третьего лица, анонсированная компанией Wargaming.net 17 декабря 2016 года. |
| World of Warships Blitz                         | 2017        | iOS Android    | World of Warships Blitz — онлайн-игра в жанре MMO-action. Как и некоторые другие проекты Wargaming.net игра выдержана в сеттинге Второй мировой войны. Концепция «World of Warships Blitz» базируется на массовых командных корабельных сражениях в режиме PvP.                                                                    |
| Bowling Crew                                    | 2020        | iOS Android    | Bowling Crew — онлайн-игра, аркадный симулятор боулинга. |

## Неизданные игры
- Excalibur - закрытый проект игры о современных танковых сражениях, разрабатываемый дочерней компанией Wargaming.net Wargaming Seatle с 2015 года, однако проект был закрыт в 2018 году в связи расформированием компании Wargaming Seatle.[17][18]